# Silbury Hill

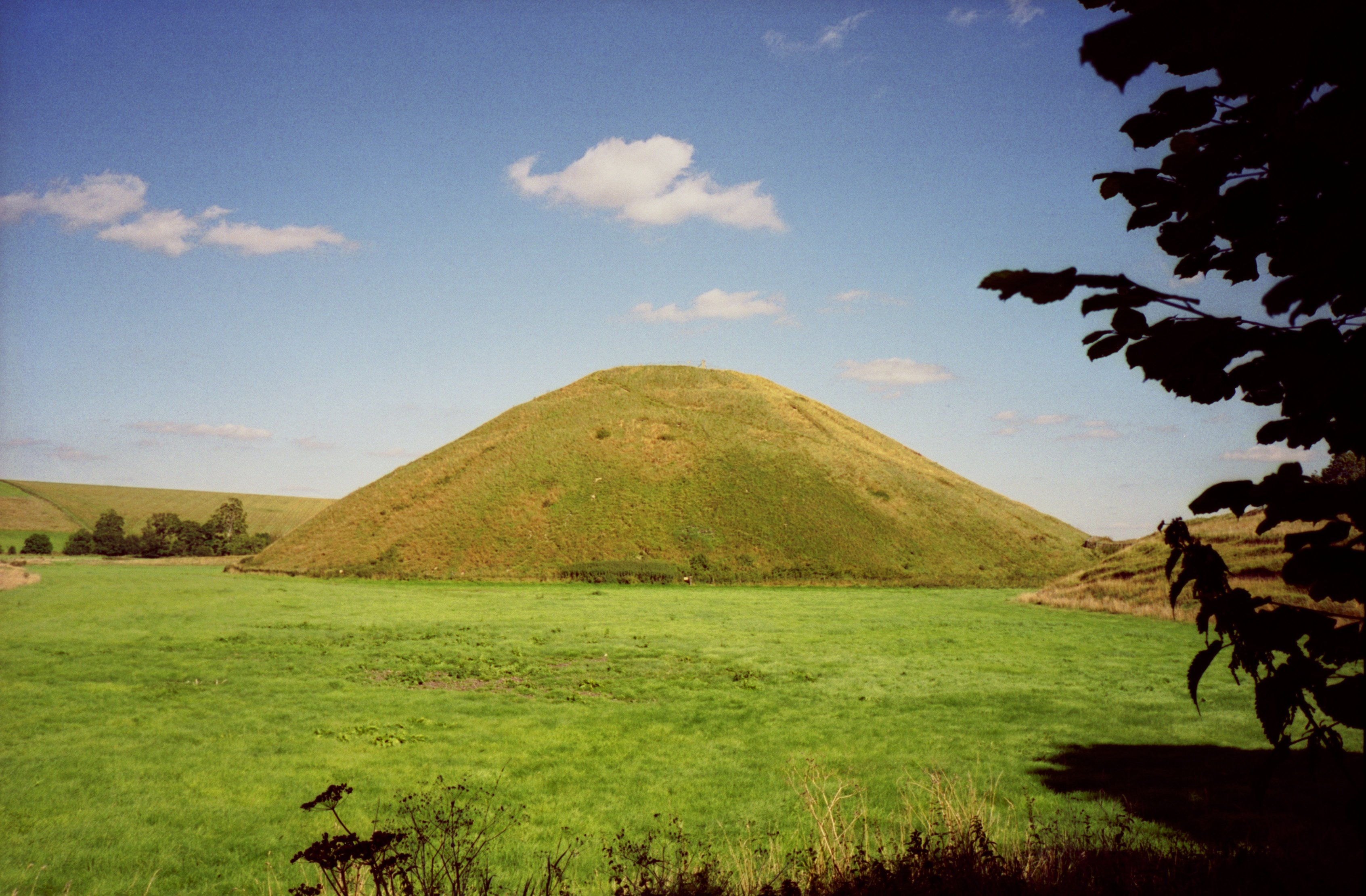
Silbury Hill

Silbury Hill is een prehistorische kunstmatige krijtheuvel nabij Avebury in het Engelse graafschap Wiltshire. Het maakt deel uit van Stonehenge, Avebury en bijbehorende plaatsen, een UNESCO-werelderfgoed. Met een hoogte van 39,3 meter is de heuvel de op één na hoogste prehistorische door de mens gemaakte heuvels in Europa (na de heuvel in Udine, Italië) en een van de grootste ter wereld; qua volume is hij vergelijkbaar met hedendaagse Egyptische piramides. De site wordt beheerd door English Heritage.
Silbury Hill maakt deel uit van het complex van neolithische monumenten rond Avebury, waaronder de Avebury Ring en West Kennet Long Barrow. De oorspronkelijke functie ervan is nog steeds onderwerp van discussie. Verschillende andere belangrijke neolithische monumenten in Wiltshire, waaronder de grote henges bij Marden en Salisbury Plain (Stonehenge), kunnen cultureel of functioneel gerelateerd zijn aan Avebury en Silbury.